# Sasha Grant
Sasha Mattias Grant (Cagliari, 15 febbraio 2002) è un cestista italiano.

## Biografia
Nato a Cagliari da padre inglese di origine giamaicana e madre sarda, è cresciuto a Dolianova dove ha iniziato a giocare a pallacanestro nelle giovanili della squadra locale (Jolly Basket Dolianova), prima di passare all'Esperia Cagliari Archiviato il 1º luglio 2022 in Internet Archive..

## Carriera

### Club
All'età di 15 anni viene ceduto al Bayern Monaco per entrare a far parte del settore giovanile della formazione teutonica.
Nel 2019, a 17 anni, esordisce nella Basketball Bundesliga e in Eurolega.

### Nazionale
Sia nel 2017 che nel 2018 prende parte ai Campionati Europei Under-16 con l'Italia under 16.
Nel 2018 e nel 2019 prende parte agli Europei Under-18 con l'Italia under 18.

## Statistiche

### Club

#### Campionato stagione regolare
| Stagione        | Squadra         | Competizione    | Partite | Partite | Partite | Statistiche tiro | Statistiche tiro | Statistiche tiro | Altre statistiche | Altre statistiche | Altre statistiche | Altre statistiche | Altre statistiche |
| Stagione        | Squadra         | Competizione    | Pres.   | Titol.  | Minuti  | Tiri da 2        | Tiri da 3        | Liberi           | Rimb.             | Assist            | Rubate            | Stopp.            | Punti             |
| --------------- | --------------- | --------------- | ------- | ------- | ------- | ---------------- | ---------------- | ---------------- | ----------------- | ----------------- | ----------------- | ----------------- | ----------------- |
| 2019-2020       | Bayern Monaco   | Bundesliga      | 3       | 0       | 4       | 2/2              | 0/1              | 0/0              | 0                 | 0                 | 0                 | 0                 | 4                 |
| 2020-2021       | Bayern Monaco   | Bundesliga      | 28      | 4       | 316     | 14/28            | 12/38            | 19/27            | 41                | 9                 | 4                 | 4                 | 83                |
| Totale carriera | Totale carriera | Totale carriera | 31      | 4       | 320     | 16/30            | 12/39            | 19/27            | 41                | 9                 | 4                 | 4                 | 87                |

#### Eurolega
| Stagione        | Squadra         | Competizione    | Partite | Partite | Partite | Statistiche tiro | Statistiche tiro | Statistiche tiro | Altre statistiche | Altre statistiche | Altre statistiche | Altre statistiche | Altre statistiche |
| Stagione        | Squadra         | Competizione    | Pres.   | Titol.  | Minuti  | Tiri da 2        | Tiri da 3        | Liberi           | Rimb.             | Assist            | Rubate            | Stopp.            | Punti             |
| --------------- | --------------- | --------------- | ------- | ------- | ------- | ---------------- | ---------------- | ---------------- | ----------------- | ----------------- | ----------------- | ----------------- | ----------------- |
| 2019-2020       | Bayern Monaco   | Eurolega        | 4       | 0       | 4       | 0/0              | 0/0              | 0/0              | 0                 | 0                 | 0                 | 1                 | 0                 |
| 2020-2021       | Bayern Monaco   | Eurolega        | 12      | 0       | 60      | 0/1              | 2/4              | 0/0              | 10                | 1                 | 3                 | 0                 | 6                 |
| Totale carriera | Totale carriera | Totale carriera | 16      | 0       | 64      | 0/1              | 2/4              | 0/0              | 10                | 1                 | 3                 | 1                 | 6                 |

### Cronologia presenze e punti in nazionale
| Cronologia completa delle presenze e dei punti in Nazionale - Italia | Cronologia completa delle presenze e dei punti in Nazionale - Italia | Cronologia completa delle presenze e dei punti in Nazionale - Italia | Cronologia completa delle presenze e dei punti in Nazionale - Italia | Cronologia completa delle presenze e dei punti in Nazionale - Italia | Cronologia completa delle presenze e dei punti in Nazionale - Italia | Cronologia completa delle presenze e dei punti in Nazionale - Italia | Cronologia completa delle presenze e dei punti in Nazionale - Italia |
| Data                                                                 | Città                                                                | In casa                                                              | Risultato                                                            | Ospiti                                                               | Competizione                                                         | Punti                                                                | Note                                                                 |
| -------------------------------------------------------------------- | -------------------------------------------------------------------- | -------------------------------------------------------------------- | -------------------------------------------------------------------- | -------------------------------------------------------------------- | -------------------------------------------------------------------- | -------------------------------------------------------------------- | -------------------------------------------------------------------- |
| 23/02/2025                                                           | Reggio Calabria                                                      | Italia                                                               | 67 - 71                                                              | Ungheria                                                             | Qual. Euro 2025                                                      | 0                                                                    | [ 3 ]                                                                |
| Totale                                                               |                                                                      | Presenze                                                             | 1                                                                    |                                                                      | Punti                                                                | 0                                                                    |                                                                      |

## Palmarès
- Coppa di Germania: 1

Bayern Monaco: 2020-2021